# Elizabeth Noemí Martínez

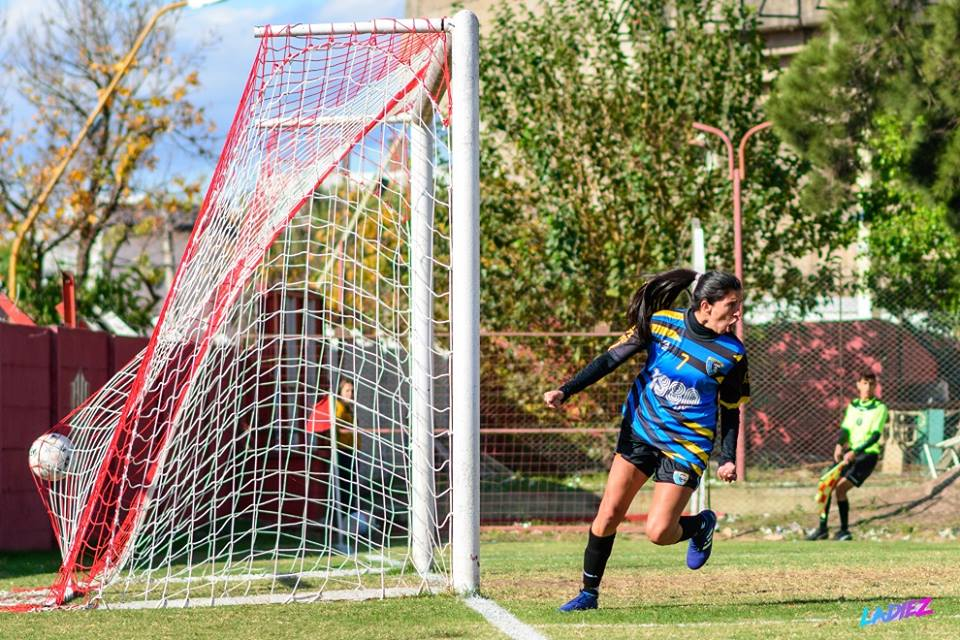
Eli Martínez goleadora de la Liga Santafesina

Elizabeth Noemí Martínez (4 de octubre de 1992, Santo Tomé, Santa Fe, Argentina) es una jugadora de fútbol argentina que juega en el SAT - Social Atlético Televisión de la Primera División Femenina de Argentina. Fue goleadora de la Liga Paranaense y Santafesina durante los años 2013 y 2016.

## Clubes
| Club                             | País      | Año               |
| -------------------------------- | --------- | ----------------- |
| Santa Fe Fútbol Club             | Argentina | 2012 - 2014       |
| Universitario Paraná             | Argentina | 2014 - 2015       |
| Universidad Nacional del Litoral | Argentina | 2015 - 2016       |
| Ciclón Racing                    | Argentina | 2016 - 2017       |
| Club Náutico El Quilla           | Argentina | 2017 - 2018       |
| Logia FC                         | Argentina | 2018              |
| Social Atlético Televisión       | Argentina | 2019 - Actualidad |

## Trayectoria
En 2016 ganó el premio de goleadora al alcanzar los 100 goles en Club Ciclón Racing. Logró salir campeona de Liga de Paraná. Jugó en el año 2018 para el equipo Logia FC.
Consiguió su primer título en Liga Santafesina de Fútbol en el año 2018 (Torneo Clausura), para el conjunto de Logia. En 2019 se sumó a jugar al Social Atlético Televisión, equipo que consiguió el tercer ascenso en el torneo reducido en Buenos Aires, Elizabeth Martínez fue titular en el campeonato y en el encuentro que disputaron ante Real Pilar.

## Premios
- Goleadora en Liga Santafesina Año 2013 - Copa de Oro
- Campeona en la Liga de Parana Año 2014[8]
- Goleadora en la Liga de Parana Año 2014
- Goleadora en Liga Santafesina Año 2015 - Torneo Apertura[9]
- Goleadora en Liga Santafesina Año 2016 - Copa de Oro[10]
- Máxima Goleadora de Liga Santafesina, por ser la primera mujer en marcar 100 goles en Liga - Año 2017[5]